# Amaranthe
Amaranthe, é uma banda sueca de heavy metal formada em Gotemburgo na Suécia em 2008 por Jake E e Olof Mörck (Dragonland, Nightrage). Liderada por Elize Ryd, o Amaranthe alcançou grande destaque por mesclar vários gêneros do metal, e com isso, surgindo o “Massive Modern Metal”, como eles mesmos se intitulam. O primeiro álbum da banda foi lançado em 13 de abril de 2011 na Europa pela Spinefarm Records, o baixista Peter Iwers do In Flames e o tecladista Rickard Zander do Evergrey estavam entre os músicos convidados para aparecer no álbum, que recebeu boas críticas. Do álbum foram feitos dois videoclipes: um para a canção Hunger, que foi disponibilizado ao público em 28 de fevereiro de 2011 e outro para a canção Amaranthine disponibilizado em 22 de setembro de 2011. 

Poucos meses após o lançamento do álbum Amaranthe a banda obteve grande sucesso e notoriedade no metal. Realizou grandes concertos musicais por todo o mundo, tocando ao lado de bandas consagradas como Megadeth, Motörhead e Hammerfall.

## Biografia
O projeto começou a tomar forma quando os cantores Elize Ryd e o ex-vocalista Andy Solvestrom, o baterista Morten Lowe e o baixista Johan se juntaram à banda, formada primordialmente em 2008.
Em 2009 devido a uma reivindicação de direitos autorais, decidiram mudar o nome para Amaranthe, mas nada afetou nos planos.
Antes mesmo de lançar um álbum, já haviam atuado em diversos festivais importantes, como o Getaway Rock Festival.
A vocalista Elize Ryd vem atuando também como a voz feminina da banda Kamelot. A Amaranthe abre shows do Kamelot desde o começo de sua carreira.

## Estilo musical
Amaranthe possui um estilo musical bastante singular e pioneiro em relação às outras bandas de metal. Em suas composições a influência da música eletrônica e o som pesado do death metal é facilmente notado, e também a participação de três vocalistas, sendo dois homens, Henrik Englund para o vocal mais agressivo e Jake E para o vocal limpo, e Elize Ryd com a voz feminina. Isso os diferencia bastante das outras bandas de metal que possuem em sua maioria apenas um vocalista; tais características poderiam enquadrar a banda em uma nova vertente do metal.

## Integrantes
| - Nils Molin - vocal limpo - Elize Ryd - vocal feminino - Henrik Englund - vocal gutural - Olof Mörck - guitarras e teclado - Morten Lowe - bateria - Johan Andreassen - baixo | - Andy Solvestrom - vocal gutural - Jake E - vocal limpo |

## Discografia

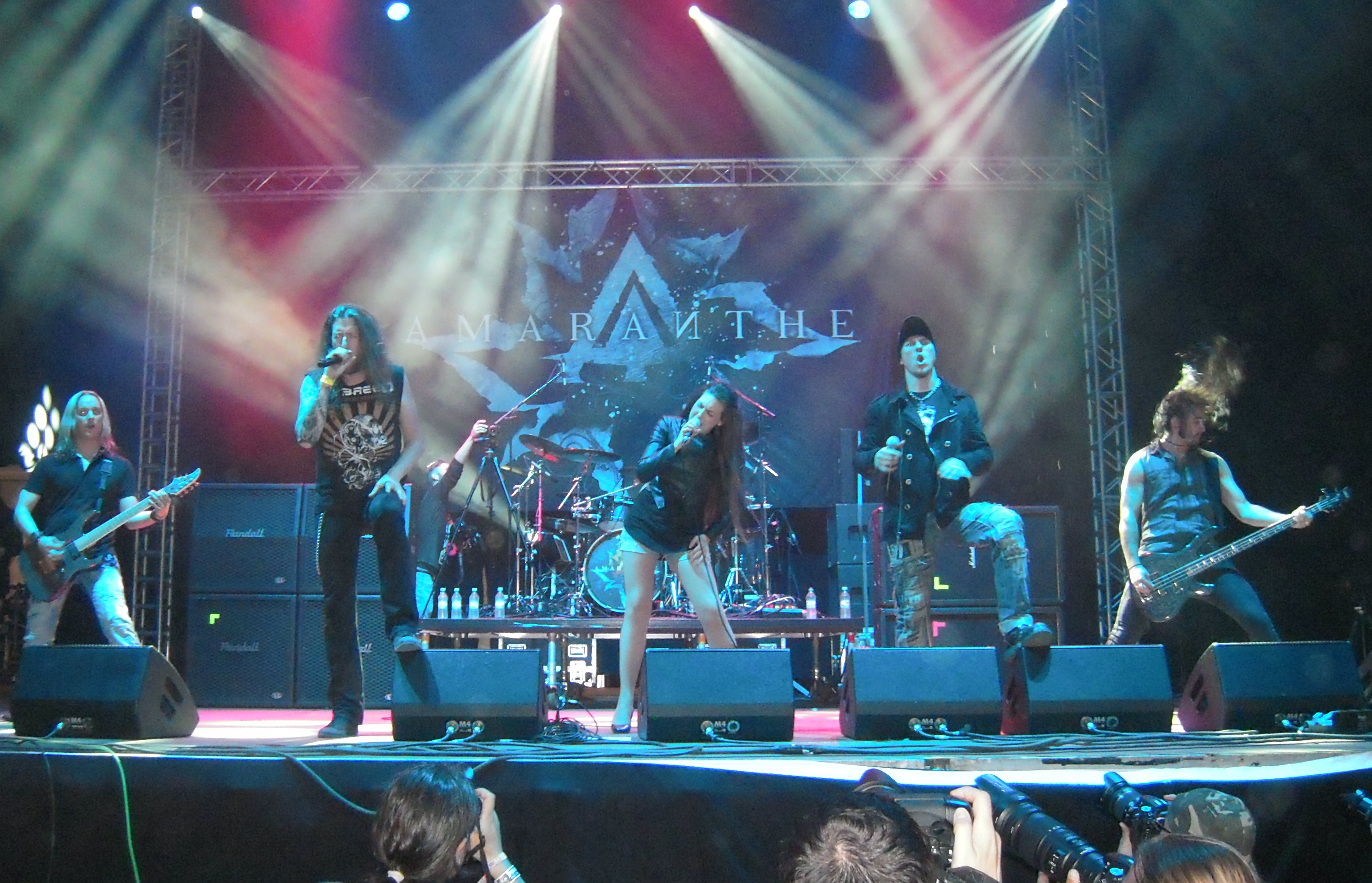
Amaranthe se apresentando em 2012.

### Álbuns de estúdios
- Amaranthe (2011)
- The Nexus (2013)
- Massive Addictive (2014)
- Maximalism (2016)
- Helix (2018)
- Manifest (2020)*

### EP
- Leave Everything Behind (2009)

### Videoclipes
- Hunger (2011)
- Amaranthine (2011)
- 1.000.000 Lightyears (2012)
- The Nexus (2013)
- Burn with me (2013)
- Invincible (2013)
- Drop Dead Cynical (2014)
- Trinity (2014)
- Digital World (2015)
- True (2015)
- Boomerang (2017)
- That Song (2017)
- Maixmize (2017)
- 365 (2018)
- Countdown (2018)
- Inferno (2018)
- Helix (2019)